# 칠곡 송림사 오층전탑 사리장엄구
칠곡 송림사 오층전탑 사리장엄구(漆谷 松林寺 五層塼塔 舍利莊嚴具)는 칠곡 송림사 오층전탑(보물 제189호)을 1959년에 수리하기 위해 해체하면서 탑 안에서 발견된 유물이다. 1963년 1월 21일 대한민국의 보물 제325호로 지정되었다.

## 개요
송림사는 진흥왕 5년(544) 명관(明觀)이 중국에서 가져온 사리를 모시기 위해 세운 절로, 여기에는 우리 나라에 몇 개밖에 남아 있지 않은 벽돌로 만든 송림사 오층전탑(보물 제189호)이 있다. 1959년 이 탑을 수리하기 위해 해체하면서 탑 안에 있던 많은 유물들이 발견되었다. 그 중 칠곡 송림사 오층전탑 사리장엄구(漆谷 松林寺 五層塼塔 舍利莊嚴具)는 2층 탑신(塔身) 구형(龜形) 석함(石函)(현재 송림사에 보관) 속에서 발견되었다. 
1층 탑신에서는 나무와 돌 그리고 동으로 만든 불상이 각각 2구씩 나왔고, 2층에서는 신라의 사리 장엄구들이 나왔다. 얇은 금판을 오려 만든 섬세한 장식물들이 붙어있는 금동제 사리외함과 녹색 유리로 만든 목이 긴 사리병, 옥과 진주가 붙어있는 유리잔들이 채색된 거북 모양의 석함 안에 있었다. 3층에서는 나무 뚜껑이 덮혀있는 돌 상자 안에서 부식된 종이들이 발견되었으며 5층 위에 있는 머리 장식부인 복발(엎어놓은 대접모양의 장식) 안에서는 상감청자로 만든 원형 합과 금동으로 만든 원륜 2개가 발견되었다. 
그 중 상감청자 원형합은 국화 꽃무늬와 덩굴무늬로 장식한 것으로, 유약 색깔과 문양으로 보아 고려 12세기후반 상감청자의 전성기 때 작품으로 보이는 뛰어난 작품이다. 이 밖에도 구슬 281개, 은 고리(은환) 15개, 향목 7개와 보리수 열매로 보이는 열매가 1개가 발견되었다.
통일신라 시대와 고려 시대의 다양한 유물들이 하나의 탑 안에서 발견된 점으로 보아, 보수가 여러 차례 있었음을 알 수 있다. 특히 2층에서 발견된 거북 함 속의 금동 사리기와 유리 사리병은 그 유례를 찾아 볼 수 없는 유물로 사료로서 그 가치가 크다.

## 같이 보기
- 송림사
- 칠곡 송림사 오층전탑 - 보물 제189호

## 참고 자료
- 칠곡 송림사 오층전탑 사리장엄구 - 국가유산청 국가유산포털